# علی بن یحیی الارمنی
علی بن یحیی الارمنی (انگلیسی: Ali ibn Yahya al-Armani) فرمانروای مصر در دوران خلافت عباسی بود. وی دارای تبار ارمنی بوده است.